# فور کورنرز (فلوریدا)
فور کورنرز (به انگلیسی: Four Corners) یک منطقهٔ مسکونی در ایالات متحده آمریکا است که در فلوریدا قرار دارد. فور کورنرز ۱۲۹٫۸ کیلومتر مربع مساحت و ۲۶٬۱۱۶ نفر جمعیت دارد.